# Urlo contro melodia nel Cantagiro '63
Urlo contro melodia nel Cantagiro 1963 è un film del 1963, diretto da Arturo Gemmiti.
Appartiene al filone dei cosiddetti musicarelli.